# Dave Richardson
Dave George Richardson (St. Boniface, 11 dicembre 1940 – Winnipeg, 27 dicembre 2022) è stato un hockeista su ghiaccio canadese che nel corso della carriera ha giocato nella National Hockey League.

## Carriera
Richardson giocò a livello giovanile per quattro stagioni nella lega del Manitoba con due formazioni legate alla franchigia della National Hockey League dei New York Rangers. All'inizio degli anni '60 fece il proprio esordio nel mondo professionistico giocando in alcune leghe minori nordamericane come la Western Hockey League e la Eastern Professional Hockey League.
Nella stagione 1961-62 si mise in luce con i Fort Wayne Komets in International Hockey League conquistando il IHL Leading Rookie Award come miglior rookie della lega. Nel 1963 entrò stabilmente nell'organizzazione dei New York Rangers, giocando per due anni dividendosi soprattutto fra la NHL e la American Hockey League con i Baltimore Clippers, oltre a un breve periodo trascorso in Central Hockey League.
Nel 1965 si trasferì presso i Chicago Blackhawks tuttavia in due anni giocò sole tre partite in NHL, trascorrendo invece la maggior parte del tempo in AHL con la maglia dei Buffalo Bisons. Nell'estate del 1967 in occasione dell'NHL Expansion Draft Taylor venne selezionato dai Minnesota North Stars, tuttavia nel corso dell'estate fu scambiato con i Detroit Red Wings, formazione con cui giocò una sola partita nella stagione seguente.
Richardson concluse la sua carriera fra i professionisti disputando due stagioni nella Western Hockey League con i San Diego Gulls. Dopo una stagione di inattività tornò in Canada per giocare tre stagioni fra i dilettanti prima di ritirarsi definitivamente nel 1974.

## Palmarès

### Individuale
- IHL Leading Rookie Award: 1

1961-1962